# Странци: Плен у ноћи
Странци: Плен у ноћи (енгл. The Strangers: Prey at Night) амерички је слешер хорор филм из 2018. године, редитеља Јоханеса Робертса, са Бејли Медисон, Луисом Пулманом, Кристином Хендрикс и Мартином Хендерсоном у главним улогама. Представља наставак филма Странци (2008). Сценарио је написао творац оригинала, Брајан Бертино. Радња прати породицу која одлази на одмор у парк покретних кућа, где их нападају маскиране серијске убице из претходног дела.
Продукцијска кућа Роуг пикчерс је још 2008. најавила да Бертино ради на новом сценарију и да је снимање наставка планирано за 2009. Међутим, процес продукције почео је тек деценију касније, а филм је објављен 9. марта 2018. Добио је осредње и помешане оцене критичара. На сајту Ротен томејтоуз оцењен је са 40%. Критичар Овен Глиберман је испред часописа Варајети написао да су Странци 2 копија Петка тринаестог са четири жртве и три Џејсона.

## Радња
Четворочлана породица (Синди, Мајк и њихових двоје деце, Кинси и Лук) одлази на одмор у парк покретних кућа, у изолован делу Калиде, Охајо. Тамо се суочавају са троје маскираних серијских убица из претходног дела.

## Улоге
| Глумац            | Улога             |
| ----------------- | ----------------- |
| Бејли Медисон     | Кинси             |
| Луис Пулман       | Лук               |
| Кристина Хендрикс | Синди             |
| Мартин Хендерсон  | Мајк              |
| Демијан Мафеј     | „Човек са маском” |
| Ема Беломи        | „Долфејс”         |
| Леа Енслин        | „Пин-ап девојка”  |
| Мери Луиз Касанта | тетка Шерил       |
| Кен Странк        | тетак Марв        |
| Рејчел Кан        | конобарица        |
| Леа Робертс       | млада мајка       |
| Габријел А. Берн  | син               |
| Престон Седлер    | полицајац Брукс   |